# Pascale Faure
Pascale Faure, née le 19 mai 1963 à Paris, est une productrice française de cinéma et de télévision, spécialiste reconnue du court métrage et de l'émergence. 
Elle a dirigé l’unité Programmes Courts de Canal +, de 2001 à 2020 ,. Elle a été productrice d’émissions et de formats originaux pour Canal + comme L'Œil du cyclone, Mensomadaire et L'Œil de Links.
Elle est également scénariste et script doctor. Elle a reçu le prix Michel-d’Ornano du meilleur premier scénario au Festival du film américain de Deauville 2002 pour le long métrage Filles perdues, cheveux gras, co-écrit avec Claude Duty et Jean-Philippe Barrau. Le film est nommé au César de la première œuvre. 

## Biographie
Pascale Faure devient en 1986 coordinatrice des magazines de l’après-midi à Antenne 2, puis présentatrice d'une rubrique quotidienne sur le court métrage la même année. 
Elle intègre les services des programmes courts de Canal + en 1988, où elle sera directrice artistique d’émissions comme L'Œil du cyclone. 
Entre 2001 et 2020, elle occupe le poste de responsable du service des programmes courts de Canal +. Elle est chargée des acquisitions des courts métrages pour le groupe Canal +. Elle développe une démarche de soutien aux jeunes auteurs, récompensée par trois films Oscarisés et une quinzaine Césarisés. Le Mozart des Pickpockets de Philippe Pollet-Villard, Oscar et César du meilleur court métrage en 2008, Logorama, réalisé par le groupe H5, Oscar et César du meilleur court-métrage en 2011, Avant que de tout perdre, de Xavier Legrand, grand prix au Festival de Clermont-Ferrand, César du meilleur court-métrage et nommé aux Oscars en 2014.
Elle met en place La Collection de Canal+, une création originale pour les courts métrages annuelle de 2003 à 2020.

## Productrice
- 1990-1999 : L'Œil du cyclone : dans ce magazine défricheur et agitateur d’idées, qui a eu près de 230 numéros, l’idée était d’inviter des artistes et réalisateurs différents chaque semaine à explorer un thème original à travers une source d’images particulières.
- 1999 : La Nuit du Cyclone
- 1996 : Mister X : première fiction inspirée de l’univers de la musique techno et des rave parties.
- 1998 - 2020 :Mickociné' [4], Supplément détachable et Top of the shorts : Des magazines consacrés aux courts métrages.
- 2001-2020 : La Nuit Gay : production de la Nuit Gay, le rendez vous annuel crée en 1995 sur Canal + par Alain Burosse : une soirée de programmes consacrée à la culture homosexuelle et aux avancées sociales de la communauté LGBT.
- 2001 : Midnight + : une heure hebdomadaire de reportages, courts métrages et clips présentée par l’entarteur Noël Godin.
- 2003-2012 : Mensomadaire[5] : le magazine des curiosités visuelles composée des courts métrages, reportages sur l actualité artistique et cartes blanches à des artistes.
- 2009-2012 : Le Laboratoire d’Images : 3 collections de courts métrages d’animation 3D nées de la rencontre entre des étudiants en animation et d’illustrateurs graphistes.
- 2002-2010 : Les films Faits à la maison : série d’émissions consacrée aux films amateurs.
- 2010-2017 : L’Oeil de Links : émission collaborative consacrée au web créatif

## Jury dans des festivals
- Busan Film Festival[6] (2013)

- Rome Indépendant Film Festival (2013)
- Bruxelles Shorts Films Festival (2014)
- Toronto Film Festival (2015)
- International Student Films Festival Tel Aviv (2015)
- Interfilms Berlin
- Rio de Janeiro Internatonal Film
- SESIF (Seoul)
- Anima Film festival (Bruxelles, 2011)
- Festival du Film Européen des Arcs
- Les Utopiales (Nantes)
- Paris Court Devant
- Geneva International Film Tout Ecran
- Festival de cinéma de la ville de Quebec (2017)
- Festival Dakar Court (2019)
- Nordic Panorama (Suède, 2019)
- Aspen Film Festival (Colorado, 2020)
- Expert pour l’Audi Talent Award
- Orange Film Cinema
- Nespresso Talents
- Nikon Film Festival[7]
- Prix Polar SNCF[8] (entre 2012 à 2019)